# Ethopolys timpius
Ethopolys timpius är en mångfotingart som beskrevs av Chamberlin 1951. Ethopolys timpius ingår i släktet Ethopolys och familjen stenkrypare. Inga underarter finns listade i Catalogue of Life.